# Тарновский, Марцин Амор

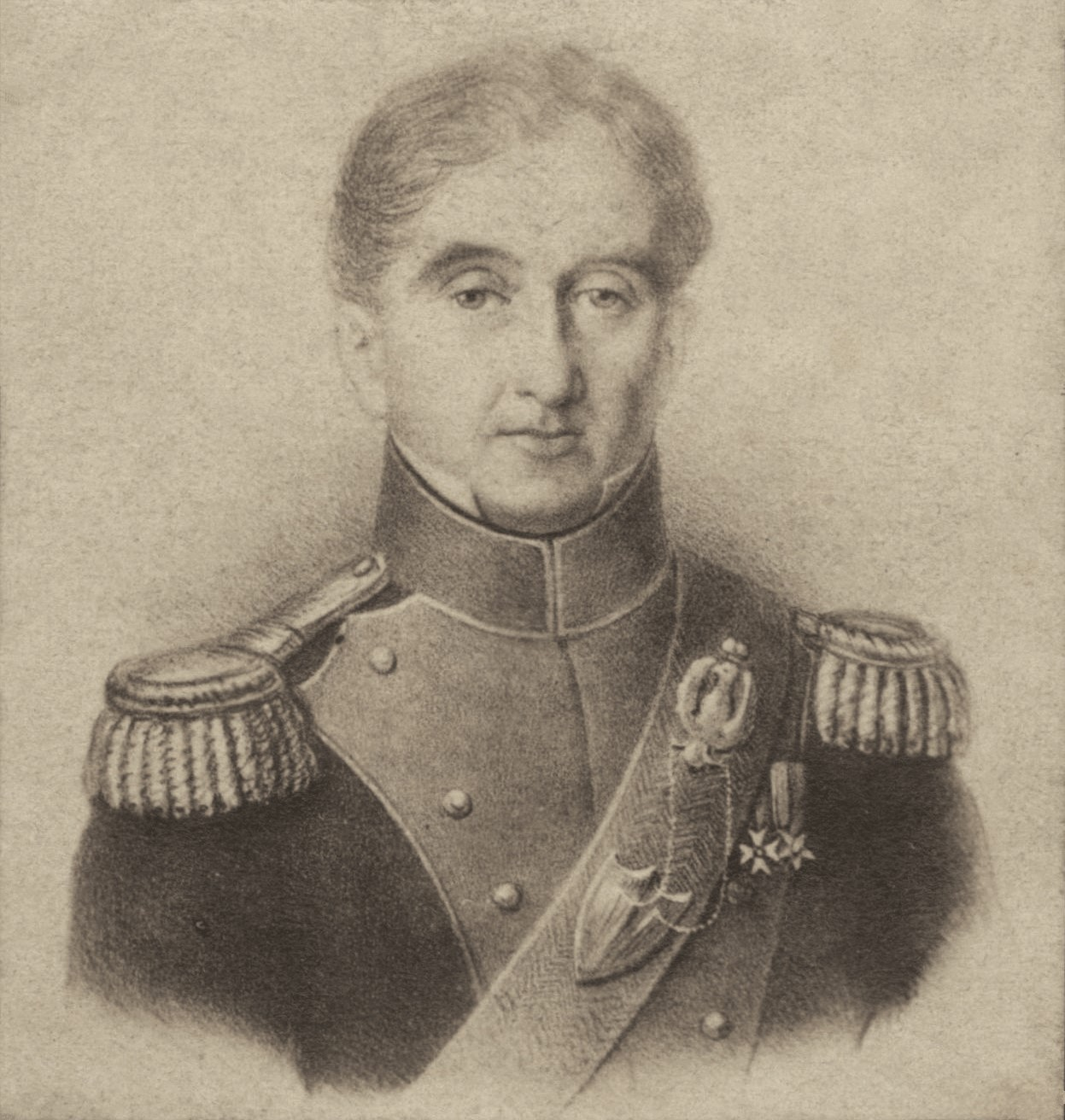
Портрет полковника Марцина Амора Тарновского, сделанный в наполеоновский период неизвестным автором.

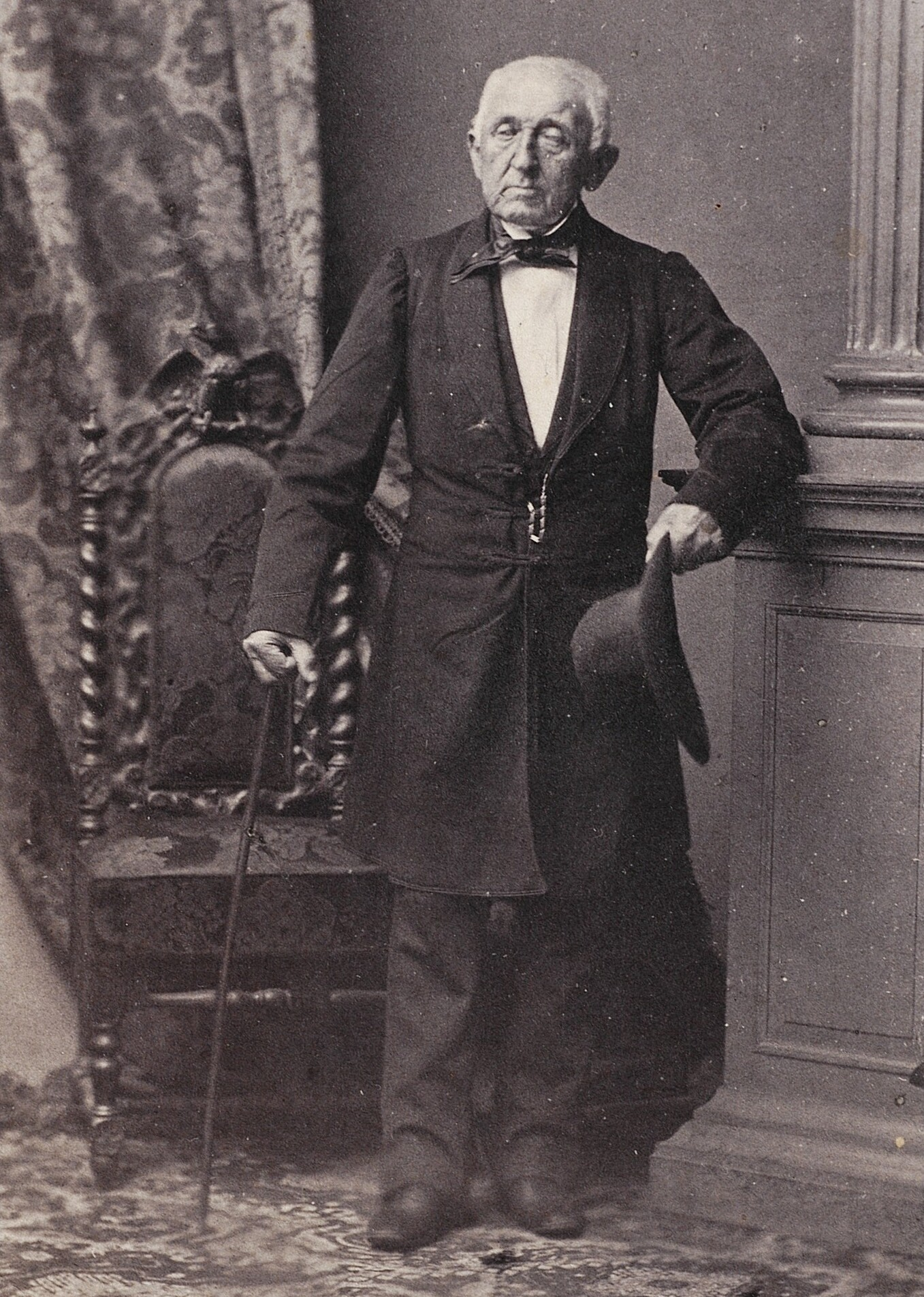
Граф Марцин Амор Тановский

Марцин Амор Тарновский (пол. Marcin Amor Tarnowski; 17 ноября 1778, Козин — 22 ноября 1862, Затор) — граф, польский военачальник, участник восстания Костюшко, наполеоновский полководец, кавалер орденов Virtuti Militari, Почетного легиона и Обеих Сицилий, маршал шляхты Кременецкого повета.

## Биография
Родился 17 ноября 1778 года в замке Козина в Дубенском повете. Один из трех сыновей Яна Амора Тарновского (1735—1799), кастеляна конарско-ленчицкого, генерал-майора коронных войск, и Теклы Грабянки (1740—1805).
Он начал военную службу шестнадцатилетним адъютантом генерала Томаша Вавжецкого во время костюшковского восстания 1794 г. Летом он участвовал в боях при обороне Варшавы, также выступал против войск Суворова во время знаменитого штурма Праги.
В боях Наполеоновской эпохи участвовал в 1809 году во время Польско-австрийской войны.
В июне 1809 года Марцин Тарновский возглавил повстанческий конный отряд на Подолье. В июне 1809 года или, как сообщают другие источники, 2 июля привел в Тернополь (к начальнику Петру Стшижевскому) 200-конный конный отряд и пешие отряды из Стрыйского и Самборского районов.
Участвовал в боях под Тернополем, Венявкой, Гжималовым, Хоростковым, Бережанами, Адамовкой и Залещиками, где 18 июня 1809 года произошло сражение против генерала Бикинга и Мариямполе.
С 1 октября 1809 командир 7-го галицко-французского кавалерийского полка, сформированного за счет Тарновского и собранных им «пособий» от жителей Подолья, который с 28 декабря 1809 года включен в войска Великого герцогства Варшавского как 16-й уланский полк. В качестве гарнизонного города для этого полка назначен Люблин.
Кампанию 1812 года он начал вместе со своим полком в составе IV конного корпуса генерала Латур-Мобура. Полк впервые сражался в битве под Миром, где по 40 раз наступал на неприятеля и прикрывался славой.
Марцин Амор Тарновский бился также под Рогачевым, Смоленском, Дубровном, Можайском, Калугой и Борисовым. Он также участвовал в кампании 1813 года, сражаясь при Элленсдорфе, Кёнигштайне, Берггесхюбеле и Петерсвельде, Пирне, Сере и Дрездене, был дважды ранен.
После капитуляции Дрездена, и вопреки условиям этого, попал в плен (8 ноября), оставаясь формально командиром полка. Во время службы в армии Варшавского княжества Тарновский был дважды ранен. В армии Царства Польского с 20 января 1815 года командовал 3-м конным стрелковым полком Царства Польского. Однако он не хотел продолжать службу. Уволен в сентябре 1815 года, отправлен в отставку 9 декабря 1815 года.
Он поселился на Волыни, где занялся деятельностью в Патриотическом обществе. С 1821 года возглавлял его в провинции волынской, как ее председатель, и был вице-президентом центрального комитета для провинции киевской, подольской и волынской, которого официально президентом был Александр Прозор, а на самом деле, над целым наблюдал, немного спонтанно, и немного из-за такого уважения был среди местной шляхты польской Марцин Тарновский, он знал о контактах эмиссаров Общества с декабристами. Арестован в 1826 году в рамках репрессий против декабристов, несколько раз перевозился между тюрьмами Варшавы и Санкт-Петербурга (здесь сидел в Петропавловской крепости). В тюрьме он пытался покончить жизнь самоубийством (1827); его жена Софья Тарновская впала в безумие. В итоге приговорен к месяцу тюрьмы и году полицейского надзора. В 1829 году вернулся на Волынь; накануне Ноябрьского восстания 1831 года снова вывезен в глубь России, находился в ссылке в Курске. Освободившись через несколько лет, он поселился в своем дворце Подбережке (разрушен в Первой мировой войне), в селе Березка (Великі Бережі) близ Кременца на Украине, где он собрал богатую коллекцию военных и семейных реликвий. В 1854 году он поддерживал планами и дотациями сторонников князя Адама Ежи Чарторыйского. Стал маршалком шляхты Кременецкого повета. Он, как к суперарбитр, обжаловал приговоры арбитражных судов не только на Волыни, но и по всей губернии. Незадолго до смерти приехал в Краков.
Марцин Амор Тарновский скончался 21 или 22 ноября 1862 года. Похоронен на Краковском Раковицком кладбище.
Марцин Амор Тарновский с 1805 года был женат на графине Софии Урсуле Тарновской (1784—1835), дочери генерал-майора войск коронных Рафала Тарновского (1741—1803) и Урсулы Устшицкой (+ 1829). Брак был бездетным.